# Les Misérables (mini-série, 1972)
Pour les articles homonymes, voir Les Misérables (homonymie).
 (mai 2020).
Si vous disposez d'ouvrages ou d'articles de référence ou si vous connaissez des sites web de qualité traitant du thème abordé ici, merci de compléter l'article en donnant les références utiles à sa vérifiabilité et en les liant à la section « Notes et références ».
Les Misérables est une mini-série française en deux parties de 117 minutes réalisée par Marcel Bluwal d'après le roman éponyme de Victor Hugo, et diffusée les 21 et 28 septembre 1972 sur la deuxième chaîne de l'ORTF.
Au Québec, elle a été diffusée en quatre parties du 6 et 27 septembre 1974 à la Télévision de Radio-Canada dans Hors série,, et en Suisse sur TSR1.

## Synopsis

### 1repartie:La Masure Gorbeau
Jean Valjean, forçat reconverti, Cosette et les terribles Thénardier sont ici au cœur de l'histoire dans cet épisode durant 1 h 58.

### 2epartie:L'Épopée rue Saint-Denis
Nous voilà au cœur des barricades de l’insurrection républicaine de juin 1832. On y retrouve Marius, Javert et Gavroche, dont les vies se trouvent inextricablement liées à l’histoire de Paris dans cet épisode durant 1 h 57.

## Distribution
- Georges Géret : Jean Valjean
- Bernard Fresson : Javert
- Alain Mottet : Thénardier
- François Marthouret : Marius
- Gilles Maidon : Gavroche
- Hermine Karagheuz : Éponine
- Nicole Jamet : Cosette
- Micha Bayard : La Thénardier
- Jean-Luc Boutté : Enjolras
- Lucien Nat : M. Gillenormand
- Julien Verdier : M. Mabeuf
- François Vibert : Monseigneur Myriel
- Mario Pecqueur : Courfeyrac
- Jean Lescot : Laigle
- Roland Bertin : Grantaire
- Robert Dalban : Brujon
- Anne-Marie Coffinet : Fantine
- Vania Vinitsky : Cosette enfant
- Dominique Zardi : Claquesous et Montparnasse
- Serge Martina : Un ouvrier du cabaret

## Commentaires
Chaque adaptation des Misérables a sa particularité ; celle-ci met l’accent sur la masure Gorbeau dans la première partie. Dans le roman, Victor Hugo joue sur les mots Gorbeau et Corbeau. La maison Gorbeau était l'habitation de deux procureurs au Châtelet, maître Corbeau, qui changea son nom en Gorbeau. Son associé s'appelait Renard et a changé son nom en Prenard (clin d’œil à La Fontaine). Cette anecdote n’est pas évoquée dans le téléfilm. Les Thénardier sous le nom de Jondrette sont voisins de Marius à la masure Gorbeau. Les « communistes » lors de la révolution de 1830 sont évoqués dans le téléfilm. Or, l'étymologie de « communisme » remonte à 1840 (Sainte-Beuve). Évoquer les communistes au début des années 1830 semble anachronique.
Dans le téléfilm, le préfet s’adresse à Louis Philippe dans son bureau : « … les égalitaires, les communistes et les réformistes… »
En fait, le roman Les Misérables a été écrit en 1862, et Victor Hugo lui-même évoque le communisme et les communistes, bien que l’action se termine en 1832. Il ne doit donc pas s’agir d’un anachronisme, mais plutôt d’une réflexion a posteriori sur les événements de 1830 et 1832 ainsi que la politique française en 1862.
« Le communisme et la loi agraire croient résoudre le deuxième problème. Ils se trompent. Leur répartition tue la production. »
« Puis la société des Ouvriers égalitaires, qui se divisait en trois fractions, les égalitaires, les communistes, les réformistes. »
Le téléfilm privilégie l'évocation de l'insurrection de 1832, au détriment des autres aspects du roman.